# Roberta Metsola
Roberta Metsola Tedesco Triccas (født 18. januar 1979 i St. Julian's, Malta) er en maltesisk politiker som siden januar 2022 har været formand for Europa-Parlamentet. Metsola har været medlem af Europa-Parlamentet (MEP) for Malta siden 2013 og blev valgt som første næstformand for Europa-Parlamentet i november 2020. Efter den siddende formand David Sassolis død den 11. januar 2022 var Metsola fungerende formand for Europa-Parlamentet indtil hun blev valgt til posten 18. januar 2022. Metsola er den yngste formand i Europa-Parlamentets historie, den første formand fra Malta og den kun den tredje kvindelige formand.

## Uddannelse og arbejde
Metsola er advokat og har specialiseret sig i europæisk ret og politik. Hun har været Maltas juridiske og retlige samarbejdsattaché i Maltas faste repræsentation ved Den Europæiske Union og fra 2012 til 2013 været juridisk rådgiver for Unionens højtstående repræsentant for udenrigsanliggender og sikkerhedspolitik, Catherine Ashton. 

## Medlem af Europa-Parlamentet
Metsola blev første gang valgt til Europa-Parlamentet i 2013 ved et suppleringsvalg som blev afholdt for at erstatte tre maltesiske medlemmer som var fratrådt som medlemmer af Europa-Parlamentet efter være blevet valgt til det maltesiske parlament. Metsola blev valgt som efterfølger for Simon Busuttil 24. april 2013. Hun og begge de andre valgte blev Maltas første kvindelige medlemmer af Europa-Parlamentet. I parlamentet sidder hun som medlem af gruppen Det Europæiske Folkeparti (EPP).

## Familie
Roberta er gift med finnen Ukko Metsola. De mødtes første gang i 1999 og giftede sig i oktober 2005. De har sammen fire sønner. Begge ægtefæller stillede op til valget til Europa-Parlamentet i 2009 (Ukko Metsola for Samlingspartiet i Finland), og de var det første ægtepar, der stillede op til det samme valg til Europa-Parlamentet i to forskellige medlemslande.